# Evergrey
Evergrey is een progressieve-metalband uit Göteborg, Zweden. De band ontstond in 1995 en bracht kort daarna hun debuutalbum "The Dark Discovery" uit.

## Liedteksten
De liedteksten zijn nogal duister en kunnen als diepzinnig en eng opgevat worden, hetzelfde geldt voor het voorkomen van de band. Vooral de later uitgebrachte albums bevatten onderwerpen als dood, religie en bepaalde groeperingen. Het album "Recreation Day" vertegenwoordigt veel onderwerpen, van dood tot verderf, en van angst tot verdriet.

## Bandleden
- Tom S. Englund - zang/gitaar (1995-heden)
- Henrik Danhage - gitaar/achtergrondzang (2000–2010, 2014–heden)
- Rikard Zander - keyboard/achtergrondzang (2002–heden)
- Jonas Ekdahl - drums (2003–2010, 2014–heden)
- Johan Niemann - bass/achtergrondzang (2010-heden)

## Oud-leden
- Will Chandra      (1996-1998) - keyboard
- Daniel Nöjd       (1996-1999) - bass/zang
- Dan Bronell       (1996-2000) - gitaar
- Patrick Carlsson  (1996-2003) - drums
- Sven Karlsson     (1999-2001) - keyboard
- Christian Rehn    (2001-2002) - keyboard
- Michael Håkansson (1999-2006) - bass
- Fredrik Larsson   (2007)      - bass
- Jari Kainulainen  (2007-2010) - bass
- Hannes van Dahl   (2010-2013) - drums

## Discografie
- The Dark Discovery (1998)
- Solitude, Dominance, Tragedy (1999)
- In Search of Truth (2001)
- Recreation Day (2003)
- The Inner Circle (2004)
- A Night to Remember (Gothenburg Concert CD&DVD) (2005)
- Monday Morning Apocalypse (2006)
- Torn (2008)
- Glorious Collision (2011)
- Hymns for the Broken (2014)
- The Storm Within (2016)
- The Atlantic (2019)
- Escape of the Phoenix (2021)
- A Heartless Portrait (The Orphean Testament) (2022)
- Theories of Emptiness (2024)